# Place du Marché-Saint-Honoré
La place du Marché-Saint-Honoré est une voie du 1er arrondissement de Paris, en France, connue pour accueillir une œuvre contemporaine de l'architecte catalan Ricardo Bofill en son centre.

## Origine du nom
Elle porte ce nom car le marché Saint-Honoré est situé à cet emplacement,.

## Historique

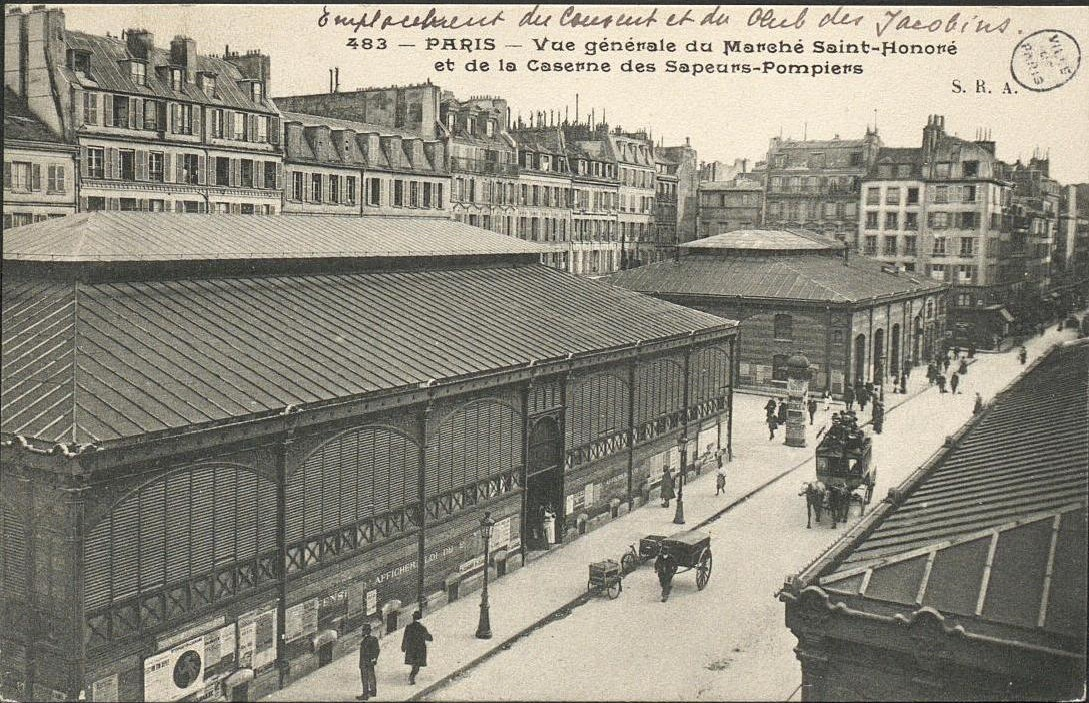
Vue du marché Saint-Honoré vers 1900.

En 1611, Louis XIII donne aux dominicains du couvent de la rue Saint-Jacques (appelés « jacobins ») un terrain sur la butte Saint-Honoré pour y construire un nouveau couvent, le couvent de l'Annonciation.  Il est inauguré en 1613 par la régente Marie de Médicis.
À la Révolution, le couvent est fermé, puis occupé par le Club des jacobins qui s'y réunit autour de Robespierre. Désaffecté à la chute de Robespierre le 9 thermidor an II (27 juillet 1794), le couvent est démoli en 1807 pour permettre l'ouverture de la place.
En 1810 apparaît pour la première fois un marché abrité par quatre halles en bois et en pierre qui prendra le nom de marché des Jacobins, en 1814 puis celui de marché Saint-Honoré en 1826. 
En 1864, l'architecte Jules de Mérindol y fait construire par l'entreprise de Pierre Joly d'Argenteuil quatre pavillons modernes en verre et en fer, similaires aux pavillons Baltard des Halles centrales de Paris. La fontaine du Marché-Saint-Honoré est alimentée par la pompe à feu du village de Chaillot. Divers noms sont attribués ou proposés : « marché du Neuf Thermidor » (non utilisé), « place du Marché des Jacobins ».
À la Libération, le Conseil municipal issu des élections du 29 avril 1945, comptant vingt-sept communistes, douze socialistes et quatre radicaux, renomme de nombreuses voies de Paris du nom de figures de la Résistance et de la Révolution. Le 13 avril 1946, il renomme la place du Marché-Saint-Honoré, établie sur l’emplacement du club des Jacobins, « place Robespierre », décision approuvée par un arrêté préfectoral du 8 juin 1946,. Après la victoire du RPF lors du scrutin du 19 octobre 1947, un arrêté du 6 novembre 1950 lui rend son nom primitif,,,.

## Époque contemporaine
En 1955, les quatre pavillons sont détruits pour faire place à un parking.
À la fin de la concession du parking, en 1990, la mairie de Paris décide de réhabiliter la place et confie un nouveau projet à l'architecte catalan Ricardo Bofill. La banque Paribas saisit alors cette opportunité pour rationaliser son implantation dans le quartier de l’Opéra et s’associe au projet. Le nouveau bâtiment, inauguré en 1997, est composé de deux ailes de bureaux autour d'un passage central en rez-de-chaussée nommé « passage des Jacobins » où sont installés des commerces. Le bâtiment est en verre clair, renouant avec la tradition du XIXe siècle des passages couverts bordés de boutiques.
Entre 1997 et 2023, le marché Saint-Honoré abrite les bureaux de la banque d'investissement BNP Paribas Corporate & Institutional Banking (CIB) (en), filiale de BNP Paribas. Le commissariat central de police du 1er arrondissement est installé au no 45 de la place ; il quitte ces locaux en 2022. En 2003 est inauguré un marché de plein vent avec boulangers, traiteurs, commerces de primeurs et des vendeurs de bijoux et de vêtements.
Un projet de réhabilitation complète est présenté en mars 2023 pour une ouverture à l'été 2025. La réhabilitation consiste en :
- un changement des façades en verre pour améliorer leur performance énergétique,
- la création d'ouvrants et d'espaces extérieurs pour les bureaux,
- la création de façades pour le passage des Jacobins,
- la rénovation complète des espaces commerciaux et de bureaux.

## Pour approfondir